# Ivan Olejnikov
Ivan Antonovič Olejnikov (in russo Иван Антонович Олейников?; Podol'sk, 24 agosto 1998) è un calciatore russo, attaccante del Kryl'ja Sovetov Samara.

## Carriera
Cresciuto nel settore giovanile del CSKA Mosca, esordisce in prima squadra il 20 settembre 2017, disputando l'incontro di Kubok Rossii perso per 1-0 contro l'Avangard Kursk. Agli inizi del 2019, viene ceduto in prestito al Fakel Voronež, in seconda divisione.
Al termine della stagione, viene acquistato a titolo definitivo dallo Šinnik, che nel febbraio 2021 lo cede al Čajka Pesčanopskoe, dove in una stagione e mezza, si mette in mostra grazie alle 24 reti in 44 presenze. Nel 2022 viene ingaggiato dall'Achmat Groznyj, con cui esordisce in Prem'er-Liga il 16 luglio dello stesso anno, nell'incontro pareggiato per 1-1 contro lo Spartak Mosca.

## Statistiche

### Presenze e reti nei club
Statistiche aggiornate al 7 agosto 2022.
| Stagione        | Squadra            | Campionato      | Campionato | Campionato | Coppe nazionali | Coppe nazionali | Coppe nazionali | Coppe continentali | Coppe continentali | Coppe continentali | Altre coppe | Altre coppe | Altre coppe | Totale | Totale |
| Stagione        | Squadra            | Comp            | Pres       | Reti       | Comp            | Pres            | Reti            | Comp               | Pres               | Reti               | Comp        | Pres        | Reti        | Pres   | Reti   |
| --------------- | ------------------ | --------------- | ---------- | ---------- | --------------- | --------------- | --------------- | ------------------ | ------------------ | ------------------ | ----------- | ----------- | ----------- | ------ | ------ |
| 2017-2018       | CSKA Mosca         | PL              | 0          | 0          | CR              | 1               | 0               | UCL+UEL            | 0                  | 0                  |             | -           | -           | 1      | 0      |
| 2018-feb. 2019  | CSKA Mosca         | PL              | 0          | 0          | CR              | 0               | 0               | UCL                | 0                  | 0                  | SR          | 0           | 0           | 0      | 0      |
| feb.-giu. 2019  | Fakel Voronež      | 1D              | 14         | 1          | CR              | -               | -               |                    | -                  | -                  |             | -           | -           | 14     | 1      |
| 2019-2020       | Šinnik             | 1D              | 26         | 5          | CR              | 3               | 0               |                    | -                  | -                  |             | -           | -           | 29     | 5      |
| 2020-feb. 2021  | Šinnik             | 1D              | 14         | 0          | CR              | 1               | 0               |                    | -                  | -                  |             | -           | -           | 15     | 0      |
| feb.-giu. 2021  | Čajka Pesčanopskoe | 1D              | 14         | 1          | CR              | -               | -               |                    | -                  | -                  |             | -           | -           | 14     | 1      |
| 2021-2022       | Čajka Pesčanopskoe | 2D              | 30         | 23         | CR              | 5               | 3               |                    | -                  | -                  |             | -           | -           | 35     | 26     |
| 2022-2023       | Achmat Groznyj     | PL              | 4          | 0          | CR              | 0               | 0               |                    | -                  | -                  |             | -           | -           | 4      | 0      |
| Totale carriera | Totale carriera    | Totale carriera | 102        | 30         |                 | 10              | 3               |                    | 0                  | 0                  |             | 0           | 0           | 112    | 33     |